# Lac Burley Griffin
Le lac Burley Griffin (en anglais : Lake Burley Griffin) est un lac artificiel au centre de Canberra, la capitale fédérale de l'Australie. Il a été créé en 1963 après la mise en eau d'un barrage sur la Molonglo, rivière qui traversait le centre de la ville. Il doit son nom à Walter Burley Griffin, l'architecte qui remporta le concours pour l'aménager.

## Géographie

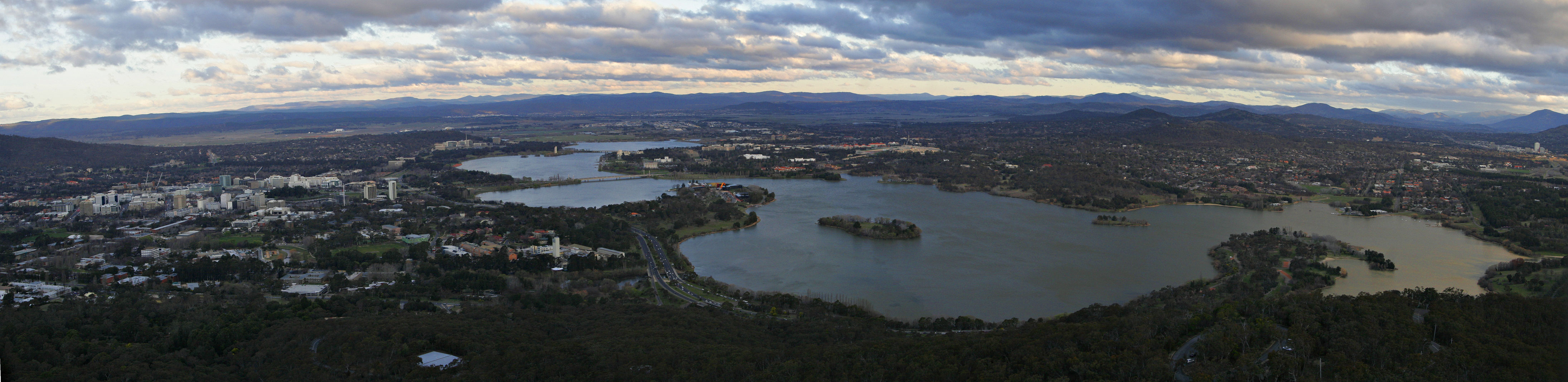
Vue panoramique du lac Burley Griffin

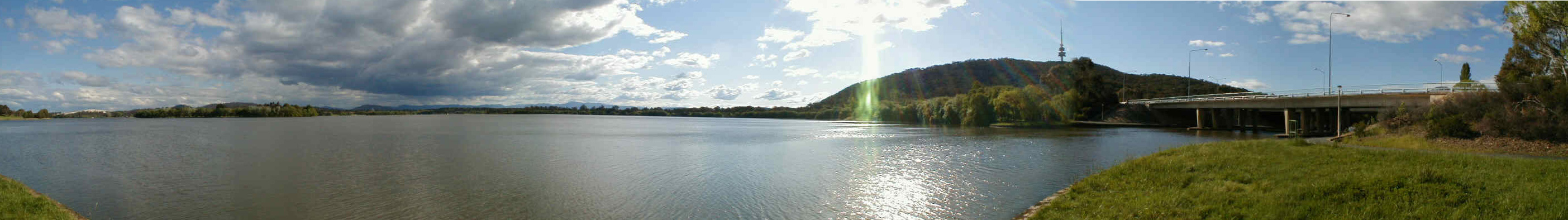
Le lac, la Montagne noire et la tour Telstra.

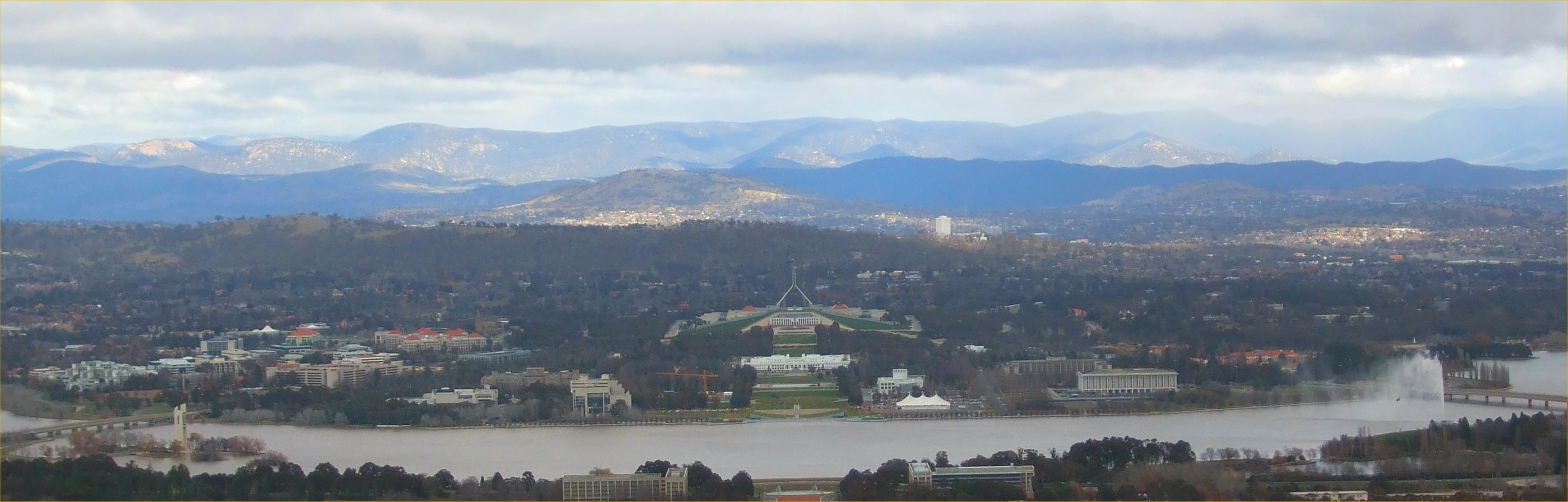
Le lac vu du Mont Ainslie.

Le lac est entouré par de nombreux sites de la ville comme la National Gallery, le Musée national, la Bibliothèque nationale et la Haute Cour australiennes. Le Parlement n'est pas très loin non plus. Il traverse aussi des quartiers plus populaires où il sert de lieu de détente surtout pendant les grosses chaleurs. La baignade n'y est pas facile (la rive est à pic pour empêcher le développement de larves de moustiques) mais on peut y pratiquer de nombreuses autres activités telles que la promenade en barque, la pêche ou la planche à voile.
Le niveau du lac est stabilisé par le barrage Scrivener - du nom de l'architecte de la ville de Canberra -, haut de 33m. En cas de sécheresse, un appoint peut être fourni par des relargages du barrage de Googong situé en amont sur un affluent de la Molonglo River.
Le lac contient 33 millions de m3 d'eau pour une surface de 6,64 km2. Il est long de 11 kilomètres, large de 1,2 kilomètre dans sa plus grande largeur, sa profondeur moyenne est de 4m. Il possède 40,5 kilomètres de rivages et est situé à 556 mètres au-dessus du niveau de la mer.

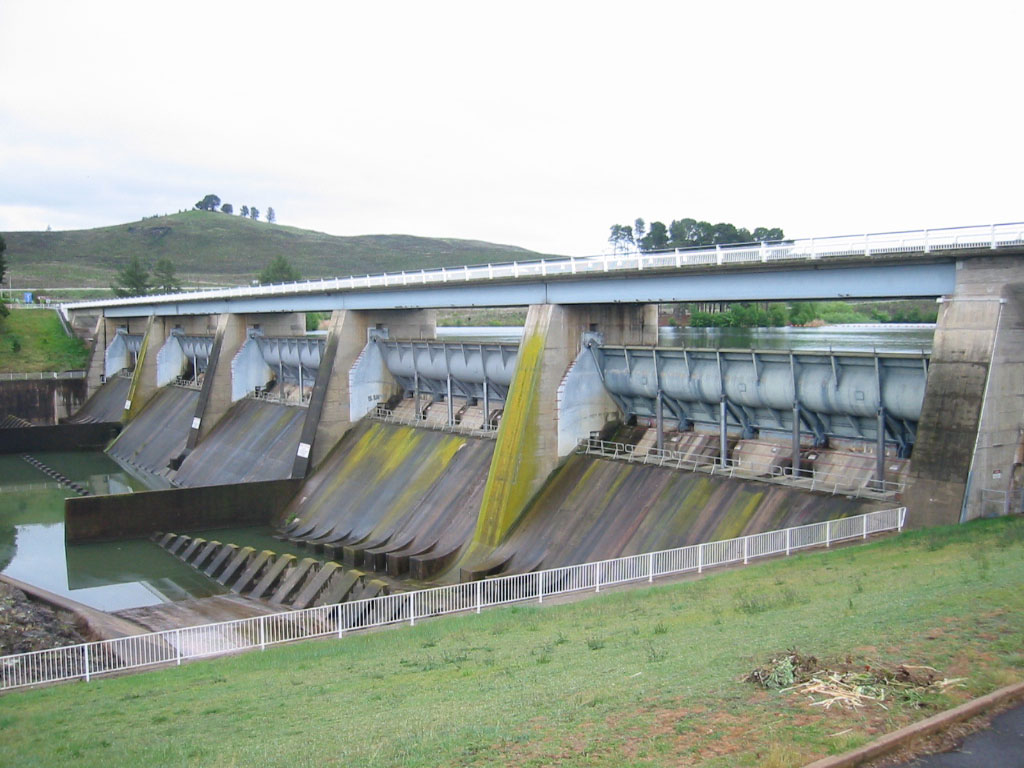
Le barrage Scrivener, 33m de haut, 319 m de long
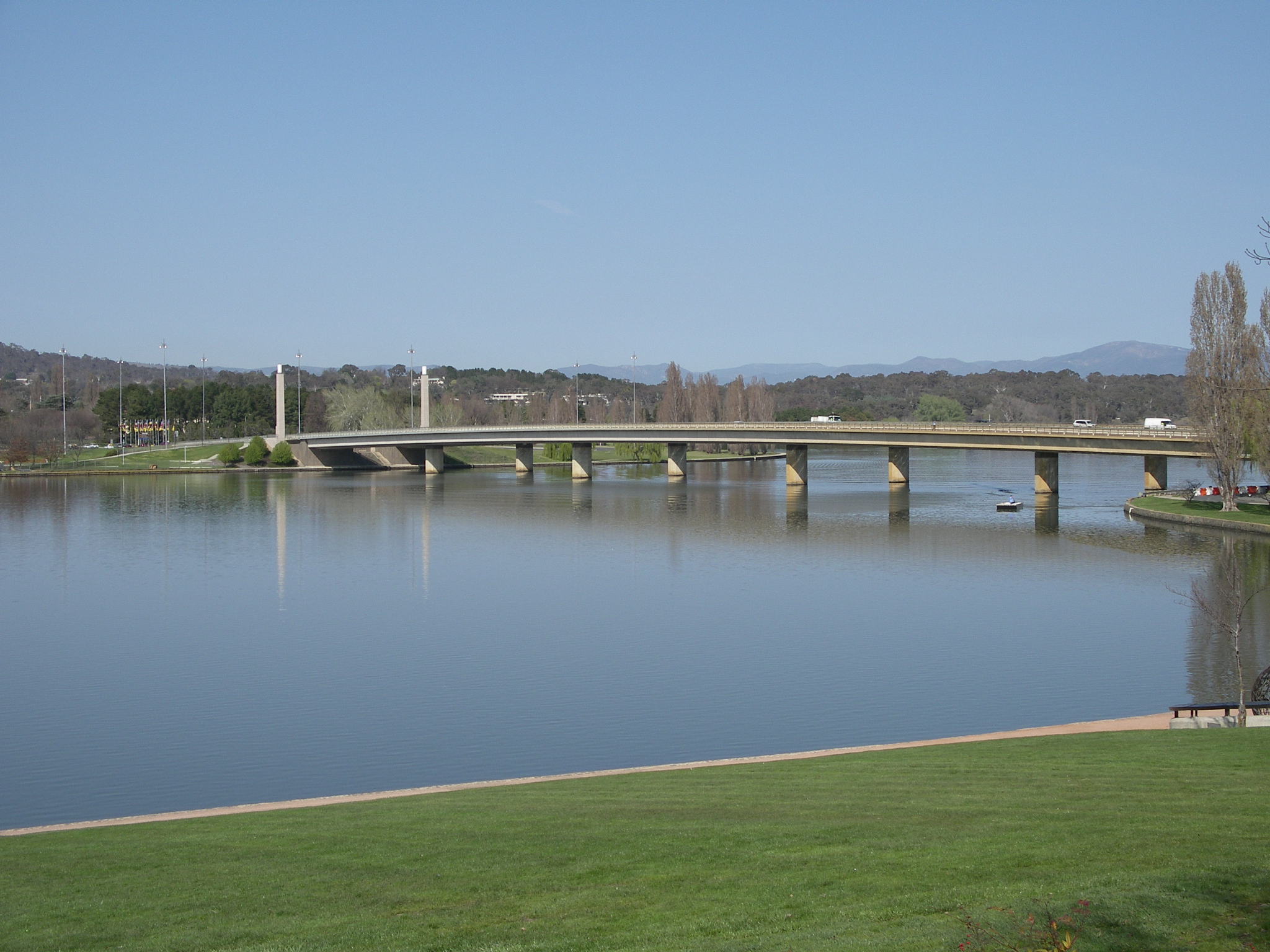
Le pont de l'avenue du Commonwealth -310 m de long- l'un des 2 ponts traversant le lac
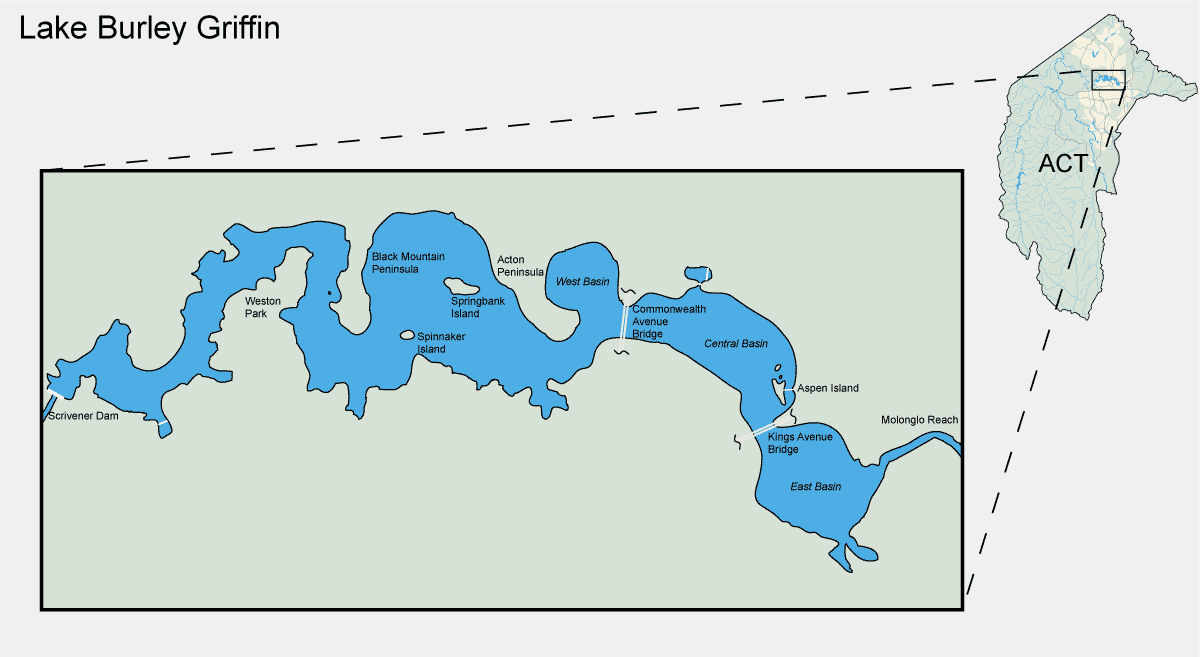
Plan du lac